# Ospedale di Santa Maria della Consolazione
L'Ospedale di Santa Maria della Consolazione, abbreviato spesso come Ospedale della Consolazione, è stato uno storico ospedale romano, annesso alla Chiesa di Santa Maria della Consolazione.
Oggi la sua sede storica di Via della Consolazione, adiacente all'area del Foro Romano in corrispondenza a un tratto dell'antico Vico Giugario, è utilizzata come sede del Corpo di polizia locale di Roma Capitale.

## Storia

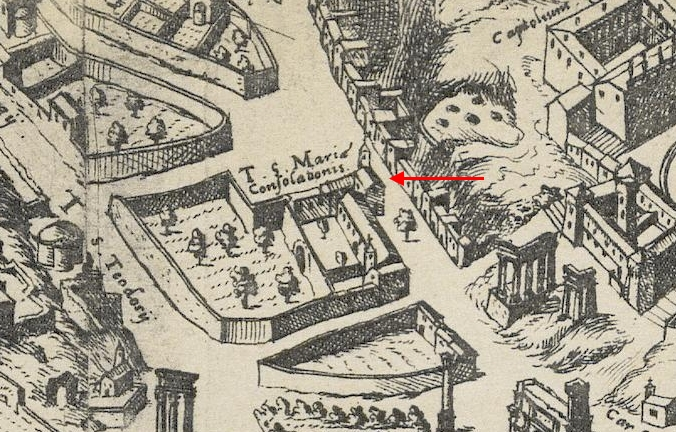
Pianta di Roma du Pérac-Lafréry del 1577: Santa Maria della Consolazione

L'Ospedale è nato nel 1506 dall'unione dei beni di tre opere:
- Santa Maria in Portico (avente origini nel VI secolo);
- Santa Maria delle Grazie: situata inizialmente in zona Lateranense, ha origine nel X secolo col nome di Santa Maria in Foro, ma nell'XI trovò nuova sede vicino a Santa Maria in Caneparia (o Cannapara), in zona del Campidoglio. Tale ospedale, ingrandito nel 1445 dalla confraternita dei Frati minori che lo governava, in questo periodo prese la forma di palazzo dotato di loggia.
- Ospedale della Consolazione, con origini risalenti al XV secolo.

Poco prima della fusione dei tre ospedali, sorse un ospedale femminile, costruito a sue spese da Cesare Borgia, a cui contribuì anche la madre Vannozza.
Sempre nel 1506, furono accettati i nuovi Statuti, il giorno 25 dicembre (ossia, nel 1505 ab incarnatione), primo rinnovamento dopo i primi in assoluto di cui si ha notizia dell'ospedale, risalenti al 1444.
Dopo il 1506, l'agglomerato venne chiamato inizialmente di Santa Maria di vita aeterna.
Nel Cinquecento vi lavorarono chirurghi come Martino Longhi il vecchio e Bartolomeo Eustachi, autore delle Tabulae anatomicae e in onore del quale fu intitolata la Tromba di Eustachio, che lavorò a lungo nell'ospedale della Consolazione in quanto esso "abbonda di cadaveri di giovani con membra fresche ed intere, non sfatte da malattie": infatti vi praticava anche autopsie e dissezioni. Eustachi ricordò l'ospedale nel suo testamento per il lascito del ricavato della vendita di vasi d'argento ed altre suppellettili, da dividere insieme all'ospedale di San Giovanni in Laterano.
Nel 1591 vi lavorò come volontario per contrastare un'epidemia di tifo il futuro Santo Luigi Gonzaga: qui contrasse il morbo e da lì a poco morì. Oggi è ricordato con una lapide a fianco dell'ingresso.
Nel 1642 vi fu la terza riforma degli statuti: nello stesso secolo fu due volte primario il chirurgo francese Nicola Larche e vi insegnò il chirurgo Giovanni Guglielmo Riva, mentre a cavallo con il secolo successivo vi lavorò il chirurgo Antonio Pacchioni, talvolta in collaborazione con Giorgio Baglivi. Nel Settecento, vi operò anche Andrea Massimini, che ne diresse anche il teatro anatomico. Tra sette e ottocento fu primario Antonio Marinucci, seguito nel nuovo secolo da Andrea Belli, Cosma Laurenzi e Pietro Lupi. L'unico papa che contribuì economicamente all'ospedale fu Pio IX nel 1851, con l'aggiunta di una sala, mentre contribuirono i quattro cardinali Guglielmo Enchevoert, Alessandro Riario, Pompeo Arrigoni e Giacomo Corradi: l'ultimo in particolare istituì il teatro anatomico presso la struttura. Altri donatori furono il vescovo mons. Giorgio Bolognetti, con 8000 scudi, e monsignor Tiberio Cerasi, che nominò l'ospedale suo erede universale. Nelle donazioni, seguono numerosi personaggi, tra cui diversi chirurghi, come lo stesso Larche, e numerose nobildonne.
L'ospedale riceveva feriti e "febbricitanti" ambosessi (con corrispondente suddivisione del personale): i letti, inizialmente intorno al centinaio in totale, aumentarono nel corso del Seicento, grazie all'aumento del patrimonio dovuto alle donazioni, che constava di diverse case, palazzi, tenute e terreni: una casa era detta "delle cento finestre" e dovuta al lascito di uno dei primi donatori, Pellegrino di Giovanni de Antonisi dello Bianco. L'ospedale non possedette tuttavia latifondi o grandi edifici, a cui non è ascrivibile nemmeno la casa del Bianco, dato il carattere popolare della Congregazione. Tuttavia, già nel 1546 i beni della Compagnia della Consolazione furono ugualmente esclusi dall'essere dati in enfiteusi, in quanto considerate "perniciose" dato che "con ciò sia cosa che per poco prezzo si spoglino quasi senza speranza di ricuperatione delle cose alienate".
La popolazione utilizzava sovente questo ospedale per la cura delle ferite: era preferito ad altri data, forse, anche la sua posizione tra i popolosi quartieri Monti e Trastevere, dove vivevano molti artigiani. Venivano ammessi pazienti di ogni tipo, anche nel periodo delle pestilenze del secolo XVII; operarono chirurghi valenti come Gisberto Horst di Amsterdam, Scappucci, Mariano Santo di Barletta, Giovanni de Romanis di Cremona, il citato Bartolomeo Eustachio, Cesare Magati, Mariano de Scapuciis, mentre venne a studiare Pietro Foresto (Pieter van Foreest).
Era anche in uso per i professori primari di tenere lezioni di chirurgia: inoltre, in occasione della Quaresima si facevano dimostrazioni anatomiche pubbliche, accompagnate da dissertazioni, usi mantenuti anche durante le invasioni francesi.
Nel 1847 la gestione dell'ospedale passò all'ordine benedettino. Fino a prima del 1927 il primario fu il chirurgo di fama internazionale Raffaele Bastianelli. Nel 1931 divenne l'"Ospedale Littorio" e, poco dopo, nel 1936, fu chiuso dal regime fascista. Nel 1943 divenne sede dei vigili urbani. Dopo la chiusura, il ricco fondo librario divenne parte della Biblioteca Lancisiana.